# Nomad (diktsamling)
Nomad är en diktsamling av Harry Martinson utgiven 1931.
Ett centralt motiv utgörs av författarens dröm om Världsnomaden: den nya universella människan som ska leva sitt liv i ständig andlig och kroppslig förflyttning. Samlingen blev Martinsons stora genombrott. I en recension skrev Artur Lundkvist att det ”återstår endast att konstatera att den unga svenska lyriken fått en ny representant, kanske den störste, den mest genuint lyriska av alla.”
1943 arbetade Harry Martinson fram en del nya dikter och tog bort några andra från originalutgåvan till en av konstnären Torsten Billman illustrerad utgåva av Nomad.
På grund av situationen för svenska sjömän inom handelsflottan under andra världskriget tillägnade Harry Martinson den illustrerade utgåvan Svenska Sjöfolksförbundet.